# Joseph Ezekiel Rajpurkar
Joseph Ezekiel Rajpurkar (en marathi :  जोसेफ यहेज्केल राजपूरकर ; en hébreu : ראג׳פורכר יוסף יחזקאל) est un écrivain Bene Israël et traducteur d'ouvrages liturgiques de l'hébreu en marathi.

## Biographie
Joseph Ezekiel Rajpurkar est né à Bombay en 1834 dans une famille de Bene Israël renommée. Son père , Ezekiel Joseph Rajpurkar, est enseignant et superintendant de l'école de la mission écossaise. Rajpurkar est éduqué dans l'école de la Free General Assembly, une institution privée du Collège Wilson de Bombay, par le missionnaire écossais John Wilson. Il y apprend l'hébreu, l'anglais et d'autres sujets. En 1856, il devient assistant enseignant à l'Institution de bienfaisance David Sassoon, une école pour les enfants des Juifs Baghdadi. Cinq ans plus tard, il en est nommé directeur, un poste qu'il gardera pendant quarante ans. En 1871, Rajpurkar est nommé examinateur en hébreu à l'université de Bombay, et en 1879 il est fait fellow de l'université et devient en 1890 juge de paix.
Rajpurkar traduit plus de vingt ouvrages de la liturgie juive et de nombreux ouvrages anglais concernant le judaïsme, en marathi et rédige des études sur la littérature rabbinique et l'histoire juive. Parmi ses traductions, on peut citer parmi d'autres, le siddour, le maḥzor, les piyyoutim, et les seli'ḥot. En 1876 il publie Israelache Dharmamattavishaye Shastrateel Pramane, une défense de la légitimité du judaïsme dans le but de mettre en garde les Bene Israël contre la conversion au christianisme. Il publie aussi Kuttonet Yosef, un manuel d'abréviations hébreux, un manuel de grammaire hébraïque en marathi, et une introduction à l'hébreu pour les enfants.
En plus de son travail d'enseignant, de traducteur et de commentateur, Rajpurkar est très impliqué dans les affaires de la communauté juive de Bombay. Il est l'artisan de la réponse de la communauté juive de Bombay à l'accusation de crime rituel apparu en 1882 dans le Bombay Cassid, un périodique musulman en langue gujarati, et pendant plusieurs années, il est le président de la synagogue Shaar ha-Raḥamim et secrétaire de la Israel Lokancha Sudronshodak Mandali, une société pour l'avancement des Bene Israël.

## Son œuvre (sélection)
(Les titres ont été traduits en français)
- La confession des péchés le jour d'Expiation (Yom Kippour) en 1858
- La cérémonie de mariage juif en 1862
- La nouvelle année juive (Roch Hachana) en 1862
- La rémission des vœux et prière offerte au bord de la mer en 1864
- Histoire d'Antioche Épiphane sur l'institution de la Fête de l'Édification (Hanoucca) en 1866
- Les prières du jour d'Expiation (Yom Kippour); volume I en 1867
- Les prières du jour d'Expiation [Yom Kippour]; volume II en 1868
- L'Éthique des Pères (Pirkei Avot) en 1870
- Preuves bibliques des doctrines juives en 1876
- Le véritable aspect du judaïsme en 1879
- Une description chronologique de l'histoire juive ancienne en 1880
- Introduction à l'hébreu – 3e édition en 1881
- Grammaire hébreu élémentaire en 1882
- Manuel d'abréviations hébreux et anglaises[6] en 1887
- Prières propitiatoires juives en 1889
- Prières hébreux journalières avec traduction en marathi en 1889
- Les cinq jeûnes juifs en 1890
- Premier livre hébreu pour enfants – 3e édition en 1893
- Les trois grandes fêtes juives en 1903
- Prières spéciales pour des occasions spéciales